# 久保田雅晴
久保田 雅晴（くぼた まさはる、1964年〈昭和39年〉8月8日 - ）は、日本の運輸・国土交通官僚。

## 来歴
奈良県生駒市出身。東大寺学園高等学校を経て、1988年（昭和63年）、東京大学工学部を卒業。国家公務員採用Ⅰ種試験（経済）に合格し、同年4月、運輸省へ入省。
入省後、在オーストラリア日本国大使館一等書記官、近畿運輸局自動車交通部長、海事局総務課企画官、総合政策局総務課企画官、同局観光政策課企画室長、観光庁国際観光政策課長、同庁観光資源課長、海上保安庁警備救難部国際刑事課長、国土交通省大臣官房人事課長、航空局航空ネットワーク部長、国土交通省大臣官房総括審議官、同公共交通・物流政策審議官などを歴任。
2021年（令和3年）7月1日、国土交通省航空局長に就任。2023年（令和5年）7月4日付で辞職。

## 年譜
出典
- 1988年04月：運輸省入省
- 1992年06月：運輸省近畿運輸局企画部地域交通企画課長
- 1993年09月：海上保安庁総務部政務課専門官
- 1995年09月：運輸省航空局監理部総務課航空企画調査室補佐官
- 1996年09月：運輸省航空局飛行場部管理課補佐官
- 1998年09月：運輸省大臣官房人事課付（外務研修）
- 1999年05月：外務省在オーストラリア日本国大使館一等書記官
- 2002年07月：国土交通省総合政策局観光部企画課長補佐
- 2004年04月：国土交通省近畿運輸局自動車交通部長
- 2005年10月：国土交通省大臣官房総務課企画官（海事局）
- 2006年07月：国土交通省大臣官房総務課企画官(総合政策局）
- 2007年07月：国土交通省総合政策局観光政策課企画室長
- 2008年10月：観光庁国際観光政策課長
- 2009年
  - 07月：観光庁観光地域振興部観光資源課長
  - 09月：海上保安庁警備救難部国際刑事課長
- 2011年
  - 01月：国士交通省大臣官房付（大畠章宏国土交通大臣秘書官事務取扱）
  - 09月02日：国土交通省航空局交通管制部交通管制企画課長[8]
  - 10月01日：国士交通省航空局航空ネットワーク部航空事業課長[9]
- 2013年07月01日：国土交通省航空局航空ネットワーク部航空ネットワーク企画課長[10]
- 2015年07月31日：国土交通省大臣官房参事官（人事担当）[11]
- 2016年07月01日：国土交通省大臣官房人事課長[12]
- 2017年07月07日：国土交通省航空局航空ネットワーク部長[13]
- 2019年07月09日：国土交通省大臣官房総括審議官[14]
- 2020年07月21日：国土交通省大臣官房公共交通・物流政策審議官[15]
- 2021年07月01日：国土交通省航空局長[16]
- 2023年07月04日：辞職[17]

## エピソード
2023年5月19日、本田勝元国土交通事務次官による空港施設への人事介入問題で、朝日新聞が問題を報じる2日前の3月28日に、久保田が本田と会食していた事が明らかとなった。
斉藤鉄夫国土交通大臣は当初「会費は払ったと報告を受けた」と国会で説明していたが、実際には1人あたりの費用1万9085円のうち8千円のみが会費として支払われ、差額は事業者が負担しており、「報告が著しく遅れたことは極めて問題」として厳重に注意がなされたことが、5月25日の国会で斉藤大臣より説明された。
久保田航空局長は次期官房長候補ともされ、将来を嘱望されていたが、温厚な性格で知られる斉藤大臣が珍しく対応に激怒し、6月23日、国土交通省は、この会食で利害関係にある建設資材業者から接待を受け、土産をもらったとして、国家公務員倫理規程違反を認定。久保田を戒告の懲戒処分にした。また、再就職等監視委員会へ調査を申し入れた。
同月27日、国土交通省は久保田が7月4日付で辞職すると発表した。辞職の理由について斉藤大臣は、「個別の人事についてコメントすることは差し控えたいと思いますが、本件も含め適材適所の人事を行う結果として、今回の人事となったものです」と説明したが、省の複数の幹部は引責辞職であるとの認識を示した。また、本田も東京地下鉄代表取締役会長を辞職し、空港施設の代表取締役社長の再任も株主総会において日本航空やANAホールディングスの反対で否決され退任した。